# Герб Табуасу
Ге́рб Табуа́су — офіційний символ містечка Табуасу, Португалія. Використовується як територіальний герб. У срібному щиті пурпурове виноградне гроно із зеленим листям і гілкою. Обабіч нього розташовані напів-вінком зелені гілки помаранчевого дерева із золотими помаранчами і оливи із чорними оливками. Підніжжя перетяте двома синіми хвилястими смугами. Щит увінчує срібна мурована містечкова корона з чотирма вежами.  Під щитом біла стрічка, на якій великими літерами напис португальською: «vila de Tabuaço» (містечко Табуасу).  Офіційно затверджений 11 березня 1935 року.  

## Галерея

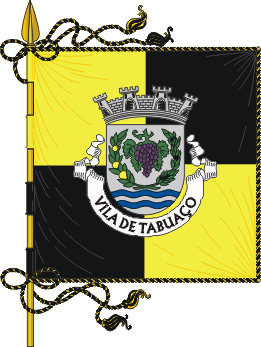
Прапор